# Gustav-Adolf Haas
Gustav-Adolf Haas (* 20. Juni 1935 in Eisern; † 24. März 2013 in Titisee-Neustadt) war ein deutscher Politiker der SPD.

## Leben und Beruf
Nach dem Volksschulabschluss absolvierte Gustav-Adolf Haas eine Maurerlehre und studierte auf dem zweiten Bildungsweg Bauingenieurwesen. Anschließend war er bei der Verwaltung des Kreises Siegen tätig. Von 1964 bis 1967 war er Leiter des Bauamts in Frankenberg (Eder) und von 1967 bis 1999 Stadtbaumeister in Titisee-Neustadt. Seit 1999 war er selbständiger Bauingenieur und Sachverständiger. Zudem war er über 40 Jahre im Vorstand der Verkehrswacht, seit 1989 Vorsitzender der Arbeiterwohlfahrt, Vorsitzender des VdK und 21 Jahre Vorsitzender des Skiclubs Neustadt. Haas war verheiratet und Vater von fünf Kindern.

## Politik
Haas gehörte dem Gemeinderat von Titisee-Neustadt an. Von 1992 bis 1996 und von 2001 bis zum 5. November 2009 war er Abgeordneter des Landtags von Baden-Württemberg. Er vertrat den Landtagswahlkreis Freiburg I und war stellvertretender Vorsitzender des Petitionsausschusses. Als Abgeordneter rückte für ihn Walter Krögner nach. Im Kreistag des Landkreises Breisgau-Hochschwarzwald war er ebenfalls 25 Jahre tätig, vier davon als Vorsitzender der SPD-Fraktion.

## Ehrungen
Seit 2010 war Haas Ehrenbürger von Titisee-Neustadt.